# KJ Henry
Keith Jeremiah Henry (Winston-Salem, Carolina del Norte; 27 de enero de 1999) más conocido como KJ Henry, es un jugador profesional estadounidense de fútbol americano, se desempeña en la posición de defensive end en Washington Commanders, en la National Football League (NFL).

## Carrera
Hizo su debut profesional con el equipo Washington Commanders, lleva jugando una temporada, comenzó en el 2023.